# Етері Георгіївна Тутберідзе
Етері Георгіївна Тутберідзе (нар. 24 лютого 1974 року, Москва, СРСР) — російська тренерка з фігурного катання, працює зі спортсменами в одиночному катанні.
В ролі тренерки Тутберідзе підготувала олімпійську чемпіонку 2014 Юлію Липницьку, дворазову чемпіонку світу (2017, 2018) та дворазову срібну призерку Олімпійських ігор 2018 (одиночне катання, командні змагання) Євгенію Медведєву, олімпійську чемпіонку 2018 та чемпіонку світу 2019 Аліну Загітову, олімпійську чемпіонку 2022 та чемпіонку світу 2021 Анну Щербакову, срібну призерку Олімпійських ігор 2022 Олександру Трусову, чемпіонку Європи 2020 Альону Косторну, олімпійську чемпіонку 2022 в командних змаганнях Камілу Валієву, а також, сумісно з Максимом Траньковим привела спортивну пару Євгенії Тарасової та  Володимира Морозова до срібних медалей XXIV зимових Олімпійських ігор. 
Майстер спорту СРСР. Тренер вищої категорії. Заслужений тренер Росії (2014).

## Біографія
Етері Тутберідзе народилася 24 лютого 1974 року в Москві в багатодітній грузинській сім'ї п'ятою дитиною. У Етері - три сестри і брат. Батько працював у ливарному цеху заводу імені Лихачова, мати — інженеркою. Етері закінчила музичну школу імені Іпполітова-Іванова з класу фортепіано.
Займатися фігурним катанням почала у віці 4,5 років на Стадіоні юних піонерів як одиночниця, перша тренерка — Євгенія Зелікова, потім її тренував Едуард Плінер. Після отриманої травми хребта стала займатися танцями на льоду в ЦСКА в одній групі з Іллею Авербухом і Мариною Анісіною, Оксаною Грищук.
Брала участь у змаганнях на Кубок СРСР. Пішла зі спорту через нестачу фінансів. На початку 1990-х років виступала в російському балеті на льоду. У віці 18 років Етері приїхала в США для роботи в льодовому шоу «Ice Capades», але в результаті накладки з оформленням паспортів для окремих учасників балету контракт у США був розірваний, і Етері опинилася в Америці без грошей і роботи. Проживала у будинку для жебраків YMCA. Пережила теракт 19 квітня 1995 року в Оклахомі.
Має дві вищі освіти: тренер та балетмейстер-хореограф.

## Тренерська робота
У 1994-1998 роках працювала тренеркою в США. Потім повернулася в Росію. У 1999 році заочно закінчила Російську державну академію фізичної культури. Повернувшись в Росію, спочатку займалася з оздоровчими групами на надувних ковзанках в цирку на льоду - єдиному місці, де їй вдалося знайти роботу після відмови у всіх місцях, куди вона намагалася влаштуватися. Однак згодом їй вдалося отримати посаду тренерки в Зеленограді, а пізніше — на ковзанці «Срібний».
З 2003 року є членкинею Федерації фігурного катання на ковзанах міста Москви. Кілька років тренувала в ДЮСШ № 8 (Москва) і ДЮСШ № 10 (Зеленоград). З 2008 року працювала в СДЮСШОР № 37 (Москва), яка в 2013 році реорганізована у відділення «Кришталевий» Центру спорту та освіти «Самбо-70» Москомспорта. З 2013 року є старшою тренеркою відділення «Кришталевий» Центру спорту та освіти «Самбо-70» Москомспорта.
Співпрацює з Сергієм Дудаковим, Данилом Глейхенгаузом, Сергієм Розановим, Людмилою Шалашовою, Олексієм Железняковим, Владиславом Буличовим, а також декількома фахівцями з ковзання і кроків.
19 січня 2014 року в Будапешті (Угорщина) на чемпіонаті Європи з фігурного катання у складі збірної Росії на п'єдестал потрапили відразу два учні Тутберідзе — Юлія Липницька виграла золото, а Сергій Воронов срібло.
В лютому 2014 року на Олімпіаді в Сочі учениця Тутберідзе, 15-річна одиночниця Юлія Липницька стала олімпійською чемпіонкою в командних змаганнях із вражаючою довільною програмою на музику з фільму «Список Шиндлера». У листопаді 2015 року Липницька перейшла до нового тренера Олексія Урманова.
У лютому 2018 року на Олімпіаді в Пхенчхані учениця Тутберідзе одиночниця Аліна Загітова стала олімпійською чемпіонкою в особистих змаганнях, а Євгенія Медведєва срібною призеркою. У березні 2019 під керівництвом Тутберідзе Аліна Загітова стала чемпіонкою світу і першою російською фігуристкою, яка завоювала всі титули в світовому фігурному катанні, а Елізабет Турсинбаєва срібною призеркою чемпіонату світу.
Під керівництвом Етері Тутберідзе Олександра Трусова стала першою фігуристкою в історії, яка виконала на змаганнях четверні лутц і тулуп. Також вона перша виконала два четверних в одній програмі і каскад чотири-три. А учениця Тутберідзе Елізабет Турсинбаєва стала першою дорослою фігуристкою в історії, яка виконала четверний сальхов на офіційних змаганнях.
На етапі Гран-Прі в Лас-Вегасі 19 жовтня 2019 року учениця Тутберідзе Анна Щербакова виконала в довільній програмі два четверних лутца, один з них в каскаді з потрійним тулупом. Вона є першою з одиночок і другою фігуристкою в світі після Натана Чена, хто зміг виконати два четверних лутца в одній програмі.

## Учні
Нинішні

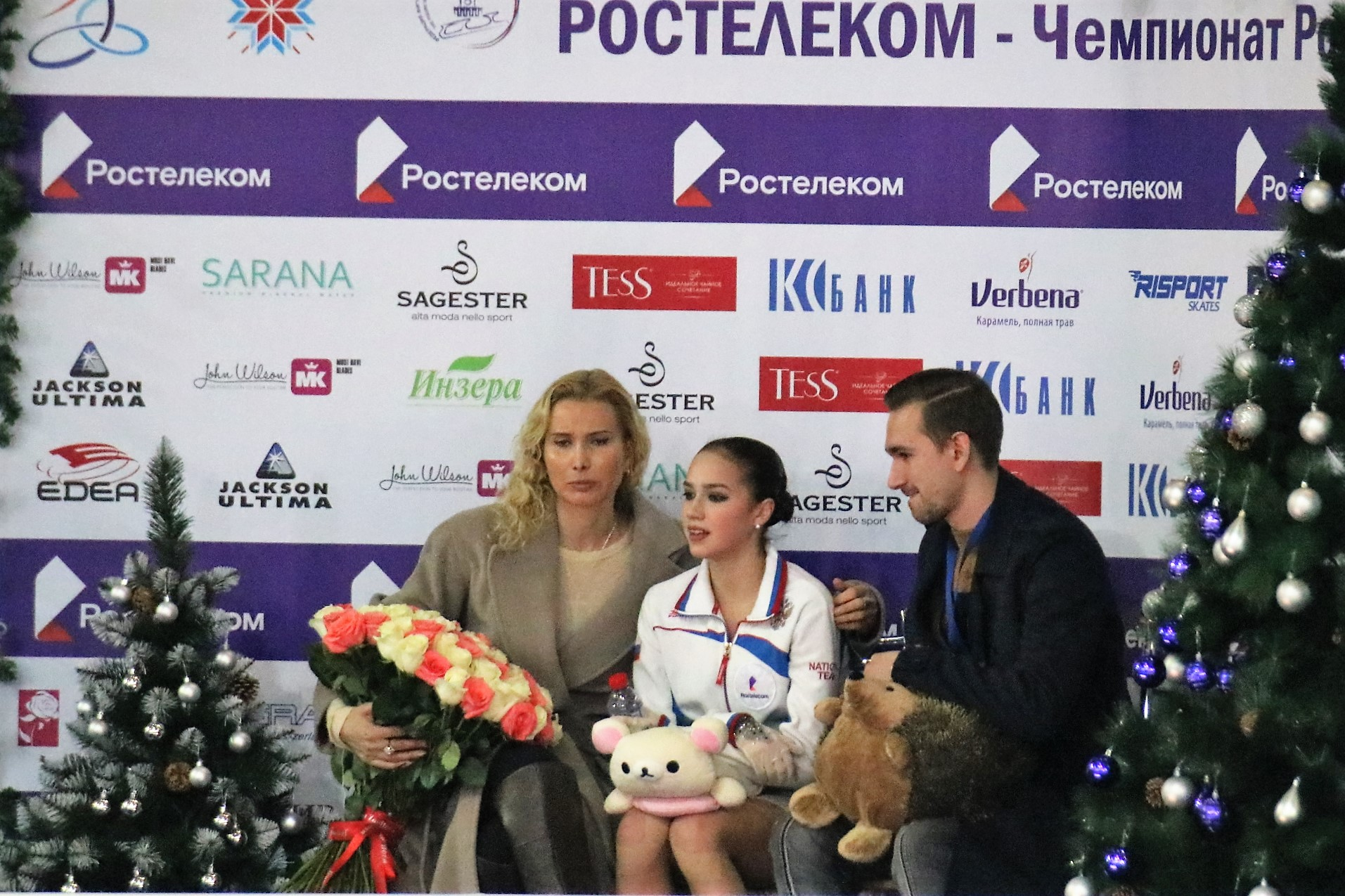
Етері Тутберідзе з ученицею Аліною Загітовою та Данилом Глейхенгаузом, 2018 рік

- Анна Щербакова (2013–т. ч.) — Олімпійська чемпіонка 2022 в одиночному катанні, чемпіонка світу 2021, дворазова срібна призерка чемпіонату Європи (2020, 2022), триразова чемпіонка (2019, 2020, 2021) та бронзова призерка (2022) чемпіонату Росії, срібна призерка Фіналу Гран-прі 2019/2020, переможниця командного чемпіонату світу 2021, срібна призерка чемпіонату світу серед юніорів 2019, учасниця Фіналу Гран-прі серед юніорів 2018/2019, бронзова призерка першості Росії серед юніорів 2019, чемпіонка Європейського юнацького Олімпійського фестивалю 2019.
- Каміла Валієва (2018–т.ч.) – Олімпійська чемпіонка 2022 в командних змаганнях, чемпіонка Європи 2022, срібна призерка чемпіонату Росії 2023, чемпіонка світу серед юніорів 2020, переможниця Фіналу Гран-прі серед юніорів 2019/2020, чемпіонка (2022) та срібна призерка (2021) чемпіонату Росії, володарка Кубку Росії 2021, переможниця першості Росії серед юніорів 2020.
- Моріс Квітелашвілі (2009–т. ч.) — Бронзовий призер чемпіонату Європи 2020, чемпіон Грузії 2018, учасник Олімпійських ігор 2018 та 2020, бронзовий призер Універсіади 2019, бронзовий призер першості Росії серед юніорів 2014, володар Кубку Росії 2014.
- Дарія Усачова (2018–т.ч.) – Бронзова призерка Фіналу Гран-прі серед юніорів 2019/2020, срібна призерка чемпіонату світу серед юніорів 2020, бронзова призерка першості Росії серед юніорів 2020, бронзова призерка Кубку Росії 2021.
- Майя Хромих (2018–т.ч) – Срібна призерка Кубку Росії 2021.
- Данило Самсонов (2015–т. ч.) — Бронзовий призер юнацьких Олімпійських ігор 2020, бронзовий призер Фіналу Гран-прі серед юніорів 2019/2020, дворазовий переможець першості Росії серед юніорів (2019, 2020).
- Софія Акатьєва (2018–т.ч.) – Чемпіонка Росії 2023, Дворазова переможниця (2021, 2022) та срібна призерка (2020) першості Росії серед юніорів.
- Аделія Петросян (2019–т.ч.) – Срібна призерка першості Росії серед юніорів 2021.
- Всеволод Князєв (2018–т.ч.)
- Ніка Еґадзе (2017–т.ч.) – Бронзовий призер Європейського юнацького Олімпійського фестивалю 2017.
- Євгенія Тарасова та Володимир Морозов (2021–т.ч.) – Срібні призери Олімпійських ігор 2022 в парному катанні, срібні призери Чемпіонату Європи 2022, бронзові призери Чемпіонату Росії 2022.

Колишні
- Юлія Липницька (2009–2015) – Олімпійська чемпіонка 2014 в командних змаганнях, срібна призерка чемпіонату світу 2014, чемпіонка Європи 2014, срібна призерка (2013/2014) та учасниця (2014/2015) Фіналу Гран-прі, чемпіонка (2012) та срібна призерка (2013) чемпіонату світу серед юніорів, дворазова срібна призерка чемпіонату Росії (2012, 2014), переможниця Фіналу Гран-прі серед юніорів 2011/2012, переможниця першості Росії серед юніорів 2012, бронзова призерка Кубку Росії 2011.
- Євгенія Медведєва (2007–2018) — Срібна призерка Олімпійських ігор 2018 в одиночному катанні, срібна призерка Олімпійських ігор 2018 в командних змаганнях, дворазова чемпіонка світу (2016, 2017), дворазова чемпіонка (2016, 2017) та срібна призерка (2018) чемпіонату Європи, чемпіонка (2015) та бронзова призерка (2014) чемпіонату світу серед юніорів, дворазова чемпіонка (2016, 2017) та бронзова призерка (2015) чемпіонату Росії, дворазова переможниця Фіналу Гран-прі (2015/2016, 2016/2017), переможниця (2014/2015) та бронзова призерка (2013/2014) Фіналу Гран-прі серед юніорів, переможниця першості Росії серед юніорів 2015, срібна призерка командного чемпіонату світу 2017, срібна призерка Кубку Росії 2014.
- Аліна Загітова (2015–2019) — Олімпійська чемпіонка 2018 в одиночному катанні, срібна призерка Олімпійських ігор 2018 в командних змаганнях, чемпіонка світу 2019, чемпіонка (2018) та срібний призер (2019) чемпіонату Європи, переможниця (2017/2018), срібна призерка (2018/2019) та учасниця (2019/2020) Фіналу Гран-прі, чемпіонка (2018) та срібна призерка (2017) чемпіонату Росії, чемпіонка світу серед юніорів 2017, переможниця Фіналу Гран-прі серед юніорів 2016/2017, переможниця першості Росії серед юніорів 2017, чемпіонка Європейського юнацького Олімпійського фестивалю 2017.
- Олександра Трусова (2016–2020, 2021–2022) – Срібна призерка Олімпійських ігор 2022 в одиночному катанні, дворазова чемпіонка світу серед юніорів (2018, 2019), дворазова бронзова призерка чемпіонату Європи (2020, 2022), бронзова призерка Фіналу Гран-прі 2019/2020, переможниця (2017/2018), та срібна призерка (2019/2020) Фіналу Гран-прі серед юніорів, дворазова переможниця першості Росії серед юніорів (2018, 2019), дворазова срібна (2019, 2022) та бронзова (2020) призерка чемпіонату Росії.
- Елізабет Турсинбаєва (2012–2013, 2018–2019) – Срібна призерка чемпіонату світу 2019, срібна призерка чемпіонату чотирьох континентів 2019, срібна призерка Універсіади 2019.
- Альона Косторна (2017–2020, 2021) – Чемпіонка Європи 2020, переможниця Фіналу Гран-прі 2019/2020, срібна (2020) та дворазова бронзова (2018, 2019) призерка чемпіонату Росії, срібна призерка чемпіонату світу серед юніорів 2018, переможниця (2018/2019) та срібна призерка (2017/2018) Фіналу Гран-прі серед юніорів, дворазова срібна призерка першості Росії серед юніорів (2018, 2019), власниця Кубку Росії 2018.
- Серафіма Саханович (2014–2015) – Срібна призерка чемпіонату світу серед юніорів 2015, срібна призерка Фіналу Гран-прі серед юніорів 2014/2015, бронзова призерка першості Росії серед юніорів 2015.
- Сергій Воронов (2013–2016) – Срібний (2014) та бронзовий (2015) призер чемпіонату Європи, бронзовий призер Фіналу Гран-прі 2014/2015, срібний призер командного чемпіонату світу 2015, срібний (2015) та бронзовий (2014) призер чемпіонату Росії, бронзовий призер Кубку Росії 2016.
- Ад'ям Піткєєв (2010–2016) – Срібний призер чемпіонату світу серед юніорів 2014, срібний призер Фіналу Гран-прі серед юніорів 2013/2014, бронзовий призер чемпіонату Росії 2015, переможець першості Росії серед юніорів 2014.
- Поліна Цурська (2013–2018) – Чемпіонка юнацьких Олімпійських ігор 2016, переможниця (2016) та бронзова призерка (2017) першості Росії серед юніорів, переможниця Фіналу Гран-прі серед юніорів 2015/2016, володарка Кубку Росії 2017.
- Поліна Шелепень (2000–2012) – Дворазова срібна призерка Фіналу Гран-прі серед юніорів (2009/2010, 2011/2012), дворазова срібна призерка першості Росії серед юніорів (2011, 2012), дворазова бронзова призерка першості Росії серед юніорів (2008, 2010).
- Олексій Єхоров (2011–2020) – Чемпіон світу серед юніорів 2018, переможець першості Росії серед юніорів 2018.
- Анастасія Тараканова (2017–2018) – Бронзова призерка Фіналу Гран-прі серед юніорів 2017/2018.
- Ілля Скирда (2014–2018) – Учасник Фіналу Гран-прі серед юніорів 2016/2017
- Дарія Паненкова (2016–2018) – Учасниця Фіналу Гран-прі серед юніорів 2017/2018, бронзова призерка Кубку Росії 2018.

## Особисте життя
Була одружена з громадянином США. Дочка — Діана Девіс (нар. 16 січня 2003), професійно займається спортивними танцями на льоду. Виступає в парі з Глібом Смолкіним. Тренувалася у Олени Кустарової, з 2019 року — у Ігоря Шпільбанда.

## Робота в ролі хореографки-постановниці
На початку тренерської кар'єри Етері Тутберідзе займалася повністю сама не тільки технічною частиною, але і ставила програми своїм спортсменкам. Згодом у міру зростання групи кількість її особистих постановок зменшилася, до провідних спортсменок запрошувалися хореографи-постановники (Зуєва, Авербух, Жулін). І сама Етері Георгіївна продовжувала ставити програми особисто, коли в неї виникала цікава ідея. 

## Нагороди та визнання
- Орден «За заслуги перед Вітчизною» IV ступеня (17 жовтня 2014),
- «Заслужений тренер Росії» (2014)[17].
- Орден Пошани (29 червня 2018 рік)[18]. — за успішну підготовку спортсменів, які досягли високих результатів на Олімпіаді в Пхенчхані.
- «Тренер року» в номінації «Гордість Росії» (2017) за версією Мінспорту Росії[19].
- Премія Федерації спортивних журналістів Росії «Срібна лань» (2017)[20].

## Критика
В матеріалі Ассошіейтед Прес відзначалося, що фігуристки, які тренуються у Тутберідзе, домінували на змаганнях протягом восьми сезонів (2014–2022). Перемоги супроводжувалися серйозними травмами та короткими кар'єрами – багато спортсменок Тутберідзе пішли зі спорту в підлітковому віці. Через це, за думкою Бі-бі-сі, в фігурному катанні її фігуристки мають репутацію "одноразових".
Атлантична рада вказала на екстремальні методи тренувань в групі Тутберідзе. До таких методів віднесли велику кількість стрибків, які призводять до травм у спортсменок. За версією сайту Vox, Тутберідзе обмежує своїх підопічних в харчуванні, що призводить до розладів харчової поведінки, таких як булімія та анорексія.
В 2019 році українська фігуристка Анастасія Шаботова, яка раніше жила та тренувалася в Москві, заявила, що в групі Етері Тутберідзе підліткам дають допінг. Тоді тренерка пояснила це як непорозуміння – мовляв, спортсменка прийняла за допінг звичайні вітаміни, які їй дали. Але в 2022 році у 15-річної фігуристки Каміли Валієвої, яка тренується у Тутберідзе, в крові знайшли заборонений препарат – триметазидин. Тоді, в соціальних мережах набрав популярності хештег #ПозорТутберизде (укр. #ГаньбаТутберідзе). Вболівальники звинувачували тренерку у психологічному насильстві, поламаних долях спортсменів, ранніх завершеннях кар'єр, обмеженнях у харчуванні, використанні допінгу.